# Liste des gouvernements de l'Espagne
Cet article dresse la liste des gouvernements espagnols depuis l'instauration de la Seconde République en 1931.

## Dates
Le gouvernement espagnol entre en fonction avec la nomination des ministres par décret, publié ensuite au Bulletin official de l'État (BOE). Son mandat prend fin le jour de la tenue des élections générales. Il assure alors la gestion des affaires courantes (en funciones) jusqu'à la nomination du nouveau cabinet.
Le gouvernement Calvo-Sotelo est l'exécutif le plus bref de l'histoire constitutionnelle, le plus durable étant le gouvernement Zapatero I. Le gouvernement Sánchez I est le seul issu d'une motion de censure et le gouvernement Sánchez II est le premier cabinet de coalition depuis 1939.

## Seconde République
| Gouvernement                       | Mandat                                                        | Président du Conseil      | Président du Conseil      | Parti | Ministres |
| ---------------------------------- | ------------------------------------------------------------- | ------------------------- | ------------------------- | ----- | --------- |
| Ier gouvernement                   | 14 avril 1931 – 14 octobre 1931 (6 mois)                      |                           | Niceto Alcalá-Zamora      | DLR   | 11        |
| IIe gouvernement                   | 14 octobre 1931 – 11 décembre 1931 (1 mois et 27 jours)       |                           | Manuel Azaña              | AR    | 11        |
| Présidence de Niceto Alcalá-Zamora |                                                               |                           |                           |       |           |
| IIe gouvernement                   | 11 – 16 décembre 1931 (5 jours)                               |                           | Manuel Azaña              | AR    | 11        |
| IIIe gouvernement                  | 16 décembre 1931 – 12 juillet 1933 (1 an, 6 mois et 26 jours) | 11                        | Manuel Azaña              | AR    |           |
| IVe gouvernement                   | 12 juillet – 12 septembre 1933 (2 mois)                       | 11                        | Manuel Azaña              | AR    |           |
| Ve gouvernement                    | 12 septembre – 3 octobre 1933 (21 jours)                      |                           | Alejandro Lerroux         | PRR   | 12        |
| VIe gouvernement                   | 3 octobre – 16 décembre 1933 (2 mois et 13 jours)             | Diego Martínez Barrio     | 12                        | PRR   |           |
| VIIe gouvernement                  | 16 décembre 1933 – 3 mars 1934 (2 mois et 15 jours)           | Alejandro Lerroux         | 12                        | PRR   |           |
| VIIIe gouvernement                 | 3 mars – 28 avril 1934 (25 jours)                             | Alejandro Lerroux         | 12                        | PRR   |           |
| IXe gouvernement                   | 28 avril – 4 octobre 1934 (5 mois et 6 jours)                 | Ricardo Samper            | 12                        | PRR   |           |
| Xe gouvernement                    | 4 octobre 1934 – 3 avril 1935 (5 mois et 30 jours)            | Alejandro Lerroux         | 12                        | PRR   |           |
| XIe gouvernement                   | 6 avril – 6 mai 1935 (1 mois)                                 | Alejandro Lerroux         | 12                        | PRR   |           |
| XIIe gouvernement                  | 6 juin – 25 septembre 1935 (3 mois et 19 jours)               | Alejandro Lerroux         | 12                        | PRR   |           |
| XIIIe gouvernement                 | 25 septembre 1935 – 29 octobre 1935 (1 mois et 4 jours)       |                           | Joaquín Chapaprieta       | Aucun | 9         |
| XIVe gouvernement                  | 29 octobre – 14 décembre 1935 (1 mois et 15 jours)            | 9                         | Joaquín Chapaprieta       | Aucun |           |
| XVe gouvernement                   | 14 – 30 décembre 1935 (16 jours)                              | Manuel Portela Valladares | 9                         | Aucun |           |
| XVIe gouvernement                  | 30 décembre 1935 – 19 février 1936 (1 mois et 20 jours)       | Manuel Portela Valladares |                           | PCD   | 9         |
| XVIIe gouvernement                 | 19 février 1936 – 7 avril 1936 (1 mois et 19 jours)           |                           | Manuel Azaña              | IR    | 12        |
| XVIIIe gouvernement                | 7 avril – 10 mai 1936 (1 mois et 3 jours)                     | 12                        | Manuel Azaña              | IR    |           |
| Présidence de Manuel Azaña         |                                                               |                           |                           |       |           |
| XIXe gouvernement a.i.             | 10 – 13 mai 1936 (3 jours)                                    |                           | Augusto Barcia Trelles    | IR    | 12        |
| XXe gouvernement                   | 13 mai – 19 juillet 1936 (2 mois et 6 jours)                  | Santiago Casares Quiroga  | 12                        | IR    |           |
| XXIe gouvernement                  | 19 juillet 1936 (moins d’un jour)                             |                           | Diego Martínez Barrio     | UR    | 13        |
| XXIIe gouvernement                 | 19 juillet 1936 – 4 septembre 1936 (1 mois et 16 jours)       |                           | José Giral                | IR    | 12        |
| XXIIIe gouvernement                | 4 septembre – 4 novembre 1936 (2 mois)                        |                           | Francisco Largo Caballero | PSOE  | 14        |
| XXIVe gouvernement                 | 4 novembre 1936 – 16 mai 1937 (6 mois et 12 jours)            | 18                        | Francisco Largo Caballero | PSOE  |           |
| XXVe gouvernement                  | 16 mai 1937 – 5 avril 1938 (10 mois et 20 jours)              | Juan Negrín               | 9                         | PSOE  |           |
| XXVIe gouvernement                 | 5 avril 1938 – 6 mars 1939 (11 mois et 1 jour)                | Juan Negrín               | 12                        | PSOE  |           |

## Franquisme et monarchie pré-constitutionnelle
| Gouvernement de Francisco Franco |                                                                 |                      |
| 1er                              | 31 janvier 1938 – 9 août 1939 (1 an, 6 mois et 9 jours)         | Francisco Franco     |
| 2e                               | 9 août 1939 – 20 mai 1941 (1 an, 9 mois et 14 jours)            | Francisco Franco     |
| 3e                               | 20 mai 1941 – 3 septembre 1942 (1 an, 3 mois et 14 jours)       | Francisco Franco     |
| 4e                               | 3 septembre 1942 – 18 juillet 1945 (2 ans, 10 mois et 15 jours) | Francisco Franco     |
| 5e                               | 18 juillet 1945 – 18 juillet 1951 (6 ans)                       | Francisco Franco     |
| 6e                               | 18 juillet 1951 – 16 février 1956 (4 ans, 6 mois et 29 jours)   | Francisco Franco     |
| 7e                               | 16 février 1956 – 25 février 1957 (1 an et 9 jours)             | Francisco Franco     |
| 8e                               | 25 février 1957 – 10 juillet 1962 (5 ans, 4 mois et 15 jours)   | Francisco Franco     |
| 9e                               | 10 juillet 1962 – 7 juillet 1965 (2 ans, 11 mois et 27 jours)   | Francisco Franco     |
| 10e                              | 7 juillet 1965 – 22 juillet 1967 (2 ans et 15 jours)            | Francisco Franco     |
| 11e                              | 22 juillet 1967 – 29 octobre 1969 (2 ans, 3 mois et 7 jours)    | Francisco Franco     |
| 12e                              | 29 octobre 1969 – 9 juin 1973 (3 ans, 7 mois et 11 jours)       | Francisco Franco     |
| 13e                              | 9 juin 1973 – 3 janvier 1974 (6 mois et 25 jours)               | Luis Carrero Blanco  |
| 14e                              | 3 janvier 1974 – 11 mars 1975 (1 an, 2 mois et 8 jours)         | Carlos Arias Navarro |
| 15e                              | 11 mars 1975 – 12 décembre 1975 (9 mois et 1 jour)              | Carlos Arias Navarro |
| Règne de Juan Carlos Ier         |                                                                 |                      |
| 1er pré-constitutionnel          | 12 décembre 1975 – 5 juillet 1976 (6 mois et 23 jours)          | Carlos Arias Navarro |
| 2d pré-constitutionnel           | 5 juillet 1976 – 4 juillet 1977 (11 mois et 29 jours)           | Adolfo Suárez        |

## Monarchie constitutionnelle
| Gouvernement             | Mandat                                                         | Président                 | Président                    | Parti | Ministres                 | Moyenne d'âge     | Représentation |
| ------------------------ | -------------------------------------------------------------- | ------------------------- | ---------------------------- | ----- | ------------------------- | ----------------- | -------------- |
| Règne de Juan Carlos Ier |                                                                |                           |                              |       |                           |                   |                |
| Suárez II                | 5 juillet 1977 – 5 avril 1979 (1 an et 9 mois)                 |                           | Adolfo Suárez                | UCD   | 19 (initiale) 18 (finale) | 45 ans et 2 mois  | 165 / 350      |
| Suárez III               | 6 avril 1979 – 26 février 1981 (1 an, 10 mois et 20 jours)     | 23 (initiale) 22 (finale) | Adolfo Suárez                | UCD   | 45 ans et 9 mois          | 168 / 350         |                |
| Calvo-Sotelo             | 27 février 1981 – 2 décembre 1982 (1 an, 9 mois et 5 jours)    | Leopoldo Calvo-Sotelo     | 15 (initiale) 16 (finale)    | UCD   | 47 ans et 3 mois          | 165 / 350         |                |
| González I               | 3 décembre 1982 – 25 juillet 1986 (3 ans, 7 mois et 22 jours)  |                           | Felipe González              | PSOE  | 16                        | 41 ans et 7 mois  | 202 / 350      |
| González II              | 26 juillet 1986 – 6 décembre 1989 (3 ans, 4 mois et 10 jours)  | 16 (initiale) 18 (finale) | Felipe González              | PSOE  | 42 ans et 10 mois         | 184 / 350         |                |
| González III             | 7 décembre 1989 – 13 juillet 1993 (3 ans, 7 mois et 6 jours)   | 18 (initiale) 17 (finale) | Felipe González              | PSOE  | 47 ans et 1 mois          | 175 / 350         |                |
| González IV              | 14 juillet 1993 – 5 mai 1996 (2 ans, 9 mois et 21 jours)       | 17 (initiale) 15 (finale) | Felipe González              | PSOE  | 47 ans et 2 mois          | 159 / 350         |                |
| Aznar I                  | 6 mai 1996 – 27 avril 2000 (3 ans, 11 mois et 21 jours)        |                           | José María Aznar             | PP    | 14                        | 46 ans et 10 mois | 156 / 350      |
| Aznar II                 | 28 avril 2000 – 17 avril 2004 (3 ans, 11 mois et 20 jours)     | 16 (initiale) 15 (finale) | José María Aznar             | PP    | 47 ans et 2 mois          | 183 / 350         |                |
| Zapatero I               | 18 avril 2004 – 13 avril 2008 (3 ans, 11 mois et 26 jours)     |                           | José Luis Rodríguez Zapatero | PSOE  | 16                        | 49 ans et 1 mois  | 164 / 350      |
| Zapatero II              | 14 avril 2008 – 21 décembre 2011 (3 ans, 8 mois et 7 jours)    | 17 (initiale) 15 (finale) | José Luis Rodríguez Zapatero | PSOE  | 52 ans et 1 mois          | 169 / 350         |                |
| Rajoy I                  | 22 décembre 2011 – 19 juin 2014 (2 ans, 5 mois et 28 jours)    |                           | Mariano Rajoy                | PP    | 13                        | 55 ans et 5 mois  | 185 / 350      |
| Règne de Felipe VI       |                                                                |                           |                              |       |                           |                   |                |
| Rajoy I                  | 19 juin 2014 – 4 novembre 2016 (2 ans, 4 mois et 16 jours)     |                           | Mariano Rajoy                | PP    | 13                        | 55 ans et 5 mois  | 185 / 350      |
| Rajoy II                 | 4 novembre 2016 - 7 juin 2018 (1 an, 7 mois et 3 jours)        | 13                        | Mariano Rajoy                | PP    | 52 ans et 6 mois          | 135 / 350         |                |
| Sánchez I                | 7 juin 2018 - 13 janvier 2020 (1 an, 7 mois et 6 jours)        |                           | Pedro Sánchez                | PSOE  | 17                        | 54 ans et 7 mois  | 84 / 350       |
| Sánchez II               | 13 janvier 2020 – 21 novembre 2023 (3 ans, 10 mois et 8 jours) | 22                        | Pedro Sánchez                | PSOE  | 53 ans et 10 mois         | 155 / 350         |                |
| Sánchez III              | Depuis le 21 novembre 2023 (1 an, 3 mois et 9 jours)           | 22                        | Pedro Sánchez                | PSOE  | 52 ans et 11 mois         | 152 / 350         |                |